# سفارة بلجيكا في النمسا
سفارة بلجيكا في النمسا هي أرفع تمثيل دبلوماسي لدولة بلجيكا لدى النمسا. تقع السفارة في فيينا وهي تهدف لتعزيز المصالح البلجيكية في النمسا.

## وصلات خارجية
- قائمة سفارات بلجيكا
- قائمة السفارات في النمسا